# بالوژی
بالوژی (به لاتین: Baloži) شهرکی در لتونی با جمعیت ۴٬۴۸۱ نفر است که در riga district واقع شده‌است.